# Ipoides melaleucae
Ipoides melaleucae är en insektsart som beskrevs av Evans 1947. Ipoides melaleucae ingår i släktet Ipoides och familjen dvärgstritar. Inga underarter finns listade i Catalogue of Life.